# Le Voyage imaginaire (Lev Kassil)
Le Voyage imaginaire ou Kondouit et Schwambrania (titre original russe : Кондуит и Швамбрания) est un roman autobiographique destiné à la jeunesse,  écrit entre 1928 et 1931 par l'écrivain soviétique Lev Kassil. Les premiers chapitres paraissent dans LEF de Vladimir Maïakovski, la suite est publiée par le journal Pioner,. Le livre est intégralement publié en 1931. L'auteur y raconte comment son frère et lui - enfants, ont vécu, dans un univers parallèle qu'ils se sont inventé sous le nom de Schwambrania,,. Découvert par André Malraux, le livre est traduit à sa demande en français en 1937. Selon certains (information non confirmée), il sera ensuite interdit en URSS jusqu'en 1957,. L'ouvrage est classé aujourd'hui dans la liste des 100 livres pour les élèves en fédération de Russie sous no 58 (deuxième colonne, ordre alphabétique de nom d'auteur). 

## Résumé
L’histoire couvre la période entre 1914 et 1928 et raconte la vie de deux frères, Lev et Oska, enfants d'un médecin, qui habitent dans un faubourg de Saratov, au bord de la Volga.
Un jour, les deux garçons sont punis par leur père pour avoir égaré la reine de son nouveau jeu d'échecs. Laissés seuls ils sont saisis par le sentiment que le monde appartient aux adultes et ne leur offre que la perspective d'une mise au coin. L’envie irrépressible d'une évasion leur donne alors l'idée d'un jeu qui consiste à imaginer une contrée dont ils peuvent définir la géographie et la structure étatique, et qui présente l'attrait supplémentaire de pouvoir durer à l’infini. Les Mythes anciens de Gustav Schwab est à ce moment le livre préféré des garçons ; le nom de cet auteur sera à l'origine de l’appellation de leur pays inventé, la Schwambranie.

## Personnages

### Famille
- Lev dit Liolia, personnage principal, il a neuf ans au début du roman. Il invente la Schwambranie, un pays imaginaire dans lequel la réalité de son quotidien se retrouve corrigée.
- Oska, son frère cadet. Ayant lu des tas de livres il connait beaucoup de mots, mais ne se rappelle pas toujours de leur sens. Il partage le jeu de la Schwambranie. Sa loyauté fraternelle est perceptible dès le premier chapitre où il refuse la levée d'une punition tant que son frère n'en a pas bénéficié.
- Leur père, un médecin connu et apprécié de tous, un grand blond aux cheveux bouclés, il se déplace rapidement et parle fort.
- Leur mère, professeur de musique.
- Mitka Lamberg, leur cousin plus âgé, étudiant.
- Oncle Liochka, dont la famille reçoit les nouvelles par téléphone de Saratov. Il se retrouve en prison à cause de ses opinions politiques.
- Trois tantes. Deux sœurs arrivées de Samara et de Vitebsk, toutes deux portant un pince-nez sur une corde noire surnommées par les enfants tante Sarah et tante Nessa. Une troisième tante arrive plus tard de Saint-Pétersbourg.
- Dina, une cousine de Moscou, surnommée Donna. Elle a les cheveux noirs et les yeux brillants, les dents blanches bien alignées. Dina devient assistante du commissaire Tchubarkov et directrice de la bibliothèque pour enfants.

### Camarades d'école
- Stepan Gavria. Surnommé Atlantide, car il croit en existence de cette île mythique et rêve retrouver sa trace un jour. Considéré comme un garnement par l'administration de l'école, son nom figure souvent dans le livre noir tenu par le surveillant.
- Martynenko dit Bindioug. Fils de parents riches, une force de la nature, c'est un cancre arrogant.
- Kostia dit Zhouk. Un garçon réfléchi et studieux, il est souvent de bon conseil.
- Arkacha Portianko. Garçon de petite taille, son visage est parsemé de taches de rousseur. Fils d'une cuisinière, Arkacha bénéficie d’une bourse d’études, grâce à la patronne de sa mère qui fait partie d'une association caritative.
- Taïa Opilova. Jolie fillette de bonne famille, elle porte une longue tresse. Amoureux d'elle, Liolia lui raconte son jeu secret qu'elle révèle au premier venu.

## Adaptations
- 1935 : Kondouit, adaptation soviétique par Boris Chelontsev ;
- 1981 : Les Pages de Kondouit, téléfilm de Gleb Selianine (ru), adapté d'un spectacle.

## Dans la culture
L'astéroïde (2149) Schwambraniya découvert en 1977 par Nikolaï Tchernykh est nommé d'après le pays imaginaire décrit par Lev Kassil